# Émile Louis
Émile Louis, född 21 januari 1934 i Pontigny, Yonne, död 20 oktober 2013 i Nancy, Meurthe-et-Moselle, var en fransk busschaufför, mördare och våldtäktsman som var dömd för seriemord.
Émile Louis var huvudmisstänkt i en härva av mord och försvinnanden under närmare 30 års tid. Härvan jämförs med skandalen kring Marc Dutroux i Belgien, eftersom polisens insatser för att stoppa dåden framstår som högst halvhjärtade.
Louis misstänktes ligga bakom att minst 17 flickor försvunnit från ett vårdhem i Auxerre. Flickorna var lätt mentalt störda och oftast föräldralösa, och Louis var busschaufför på vårdhemmet. Han erkände i förhör att han mördat sju flickor, och dömdes i mars 2004 till 20 års fängelse för att ha våldtagit och torterat sin andra fru och hennes dotter. Dottern vittnade också om hur hon under sin uppväxt sett Louis binda fast en kvinna vid ett träd och skära upp magen på henne.
Gendarmen Christian Jambert lyckades tidigt slå fast att Émile Louis hade anknytning till åtta försvinnanden. Louis greps men släpptes och försvinnandena fortsatte. Christian Jambert slog sig då samman med en man vid namn Pierre Monnoir, som engagerat sig i vården av handikappade och mentalsjuka. De fortsatte söka efter bevis mot Louis, som under tiden dömdes till fyra års fängelse för sexuella övergrepp mot fosterbarn han och hans fru tagit emot. När Louis släpptes flyttade han till södra Frankrike. 1996 presenterade Jambert och Monnoir nya bevis runt försvinnandena till myndigheterna i Paris, som inledde en utredning. 1997 kallades Jambert till förhör där han skulle berätta om de bevis han funnit. Men bara dagar innan han skulle vittna hittades han död, skjuten i huvudet. Fallet avskrevs som självmord, och ingen obduktion utfördes. En nytillsatt domare beordrade dock 2004 att hans kropp skulle grävas upp och obduceras. När detta skedde i mars upptäckte rättsläkarna att Jambert blivit mördad; han hade skjutits i huvudet två gånger.